# Le Ballon rouge
Le Ballon rouge (en francés, El globo rojo) es un mediometraje francés del año 1956 dirigido por el cineasta Albert Lamorisse.
El mediometraje, de 34 minutos, muestra las aventuras de un niño, el cual un día, encuentra un globo rojo que había quedado atascado en una farola del barrio de Ménilmontant, en París.
El film ganó numerosos premios, entre ellos el Oscar a mejor guion original y la Palma de oro a mejor cortometraje (categoría en la que participó, por no existir la de mediometraje) en el festival de Cannes.
Lamorisse hizo participar a sus propios hijos en la producción. Su hijo, Pascal Lamorisse, interpreta al personaje principal, un niño llamado de igual manera, mientras que su hija Sabine, tiene una escena donde hace el papel de una niña que en determinado momento se cruza con Pascal, pero esta lleva un globo azul en vez de rojo.

## Argumento
El mediometraje, el cual posee música, pero casi ningún diálogo, muestra a Pascal (Pascal Lamorisse), quien en el trayecto hacia su escuela una mañana, encuentra un globo rojo.
Pascal juega con su nuevo juguete, y descubre que el globo posee una mente y voluntad propia y este comienza a seguirlo a donde quiera que vaya, a veces flotando al lado de la ventana de su habitación, del lado de afuera, ya que su abuela no le permitía la entrada con el globo a su casa.
El globo rojo sigue a Pascal por las calles de París, y ambos llaman la atención de los adultos y la envidia de otros niños que vagan por las calles. En un momento el globo entra en el colegio de Pascal, provocando un alboroto entre los demás estudiantes. El ruido alerta al director, quien se enoja con Pascal y lo encierra en una habitación hasta que el día escolar termina. En una curiosa escena, Pascal y su globo se topan con una niña (Sabine Lamorisse) quien lleva un globo azul que también parece tener una vida propia.
En sus andanzas por el vecindario, Pascal y el globo encuentran una banda de traviesos niños quienes persiguen por varios sitios a ambos para quitarle el globo. Finalmente lo consiguen y terminan pronto destruyéndolo.
La película termina cuando, desolado por la pérdida de su "amigo", el niño es sorprendido cuando todos los globos de la ciudad se escapan de donde se encontraban y acuden a consolar a Pascal, quien los ata y juntos se elevan y se pierden en el horizonte.
Muchos de los sitios vistos en el film ya no existen más: la panadería, la famosa escalera en forma de Y situada justo adelante del igualmente famoso café "Au Repos de la Montagne" ni el hace tiempo desaparecido paso empinado de la calle Vilin donde Pascal encontró el globo inicialmente. Solamente existe aún la iglesia de Notre-Dame de la Croix, entre el Place Maurice Chevalier y el Place de Ménilmontant.

## Reparto
- Pascal Lamorisse como Pascal.
- Georges Sellier como un Comerciante.
- Vladimir Popov como Tennant.
- Paul Perey
- René Marion como Padre de Pascal.
- Sabine Lamorisse como la niña del globo azul.
- Michel Pezin

## Recibimiento y crítica
Desde su primer lanzamiento en 1956, la película en general ha recibido comentarios favorables de críticos de cine. Cuando se publicó en los Estados Unidos, el crítico de cine de The New York Times, Bosley Crowther, halagó el simple argumento y elogió a Lamorisse, el director, y dijo de él: Aún con la cooperación de su propio hijo y con la atmósfera gris de un antiguo barrio de París como fondo para un brillante globo rojo, encontramos un sensible drama con la ingenuidad de un niño y, de hecho, una conmovedora simbolización de los sueños y la crueldad de aquellos que los coartan.
Cuando El globo rojo fue relanzado en los Estados Unidos a finales de 2006 por Janus Films, la revista Entertainment Weekly, a través de su crítico de cine Gleiberman Owen, elogió la dirección de la película y la simple historia que le recordaba a su juventud, y escribió: Más que cualquier otra película de niños, Le Ballon rouge me convierte en un niño otra vez cuando la veo... Ver el globo rojo es para reír y llorar ante la alegría imposible de ser un niño otra vez.
En una reseña publicada por The Washington Post, el crítico Philip Kennicott tuvo una visión cínica al respecto: "[El film toma] lugar en un mundo de mentiras. ¿Inocentes mentiras? No necesariamente. El globo rojo puede ser la fusión entre el capitalismo y el cristianismo más uniforme alguna vez puesta en una película. Un joven niño deposita en un globo rojo el amor de lo que lo coloca fuera de la sociedad. El globo es perseguido y asesinado en la cima desértica de una colina –piensen en el Calvario– por una turba de chicos crueles. El final, un extraño y emocional puñetazo artero, es extraído directamente del Nuevo Testamento. Por lo tanto es una inversión recompensada, con trascendencia cristiana o, al menos, una Ascensión a la antigua. Esto podría ser dulce. O podría ser una reducción muy cínica del impulso primordial hacia la fe religiosa."
Rotten Tomatoes le dio una calificación de 100%, basada en 14 críticas.

## Distribución
El estreno en Francia fue el 15 de octubre de 1956, mientras que en el Reino Unido fue el 23 de diciembre del mismo año; como el filme de apoyo para la película Batalla del Río de la Plata, ganadora de Royal Performance Film de 1956, lo que le aseguró una amplia distribución. En los Estados Unidos fue lanzada el 11 de marzo de 1957.
Participó en varios festivales de cine a lo largo de los años, incluyendo: El festival de cine gay y lésbico Outfrest de Los Ángeles, El festival internacional de cine de niños de Wisconsin, el Festival de cine de Wisconsin, y otros, en algunos de ellos, consiguiendo galardones máximos. En televisión fue estrenada por el entonces actor Ronald Reagan en un capítulo de la serie de antología General Electric Theater en la CBS, el 2 de abril de 1961.
Durante los años 60, 70, 80 y tempranos de los 90, esta película fue popular en las aulas primarias a lo largo de los Estados Unidos y Canadá. Un clip de cuatro minutos del film está en la lista rotativa la programación en Classic Arts Showcase, y es frecuentemente manifestado en el canal de televisión por cable que promueve las buenas artes para la más larga audiencia posible.

## Video y DVD
Un laserdisc de la película fue lanzado por la compañía de distribución de videos The Criterion Collection en 1986, y fue producida por Criterion Janus Films, y Voyager Press. Incluido en el disco estaba el cortometraje ganador de un premio, Melena blanca (1953). Una versión en DVD se hizo disponible el 2008, una versión Blu-Ray se lanzó en el Reino Unido el 18 de enero del 2010, que ha sido ahora confirmado con bloqueo regional; es decir, que solo disponible en su región.

## Adaptaciones
Le Ballon rouge fue fuente de inspiración para Le voyage du ballon rouge, película francesa de 2007, dirigida por Hou Hsiao-Hsien y protagonizada por Juliette Binoche. También parece ser la inspiración de Dream Doll, un cortometraje animado de Bob Godfrey y Zlatko Grgic.

## Premios
Festival Internacional de Cine de Cannes de 1956
| Categoría                          | Resultado |
| ---------------------------------- | --------- |
| Palma de Oro al mejor cortometraje | Ganador   |

29.ª edición de los Premios Óscar
| Categoría            | Candidato        | Resultado |
| -------------------- | ---------------- | --------- |
| Mejor guion original | Albert Lamorisse | Ganador   |

National Board of Review
| Categoría                           | Resultado |
| ----------------------------------- | --------- |
| Mejor película en lengua extranjera | Ganadora  |

10.ª edición de los Premios BAFTA
| Categoría       | Resultado |
| --------------- | --------- |
| Premio especial | Ganadora  |

II edición de los Premios San Jorge
| Categoría                               | Candidato     | Resultado |
| --------------------------------------- | ------------- | --------- |
| Mejor fotografía en película extranjera | Edmond Séchan | Ganador   |

- Prix Louis Delluc: Prix Louis Delluc; Albert Lamorisse; 1956.[8]
- Decade Educational Film Award, Mejor Película.